# Kateřina Holánová
Kateřina Holánová (* 13. října 1977 Boskovice) je česká herečka. Její nejvýraznější role byla doposud ztvárněná ve filmu Nuda v Brně, kde sehrála postavu Olgu Šimákovou. Vystudovala brněnskou konzervatoř, nyní[kdy?] působí v činohře Národního divadla. Nyní[kdy?] hraje například v seriálech Modrý kód a Ulice, kde ztvárňuje učitelku Irenu Landovou.

## Filmografie
- 2003 Nuda v Brně
- 2005 Hrubeš a Mareš jsou kamarádi do deště
- 2013 Akvabely
- 2015 Místo zločinu Plzeň (TV seriál)